# Feo Aladağ

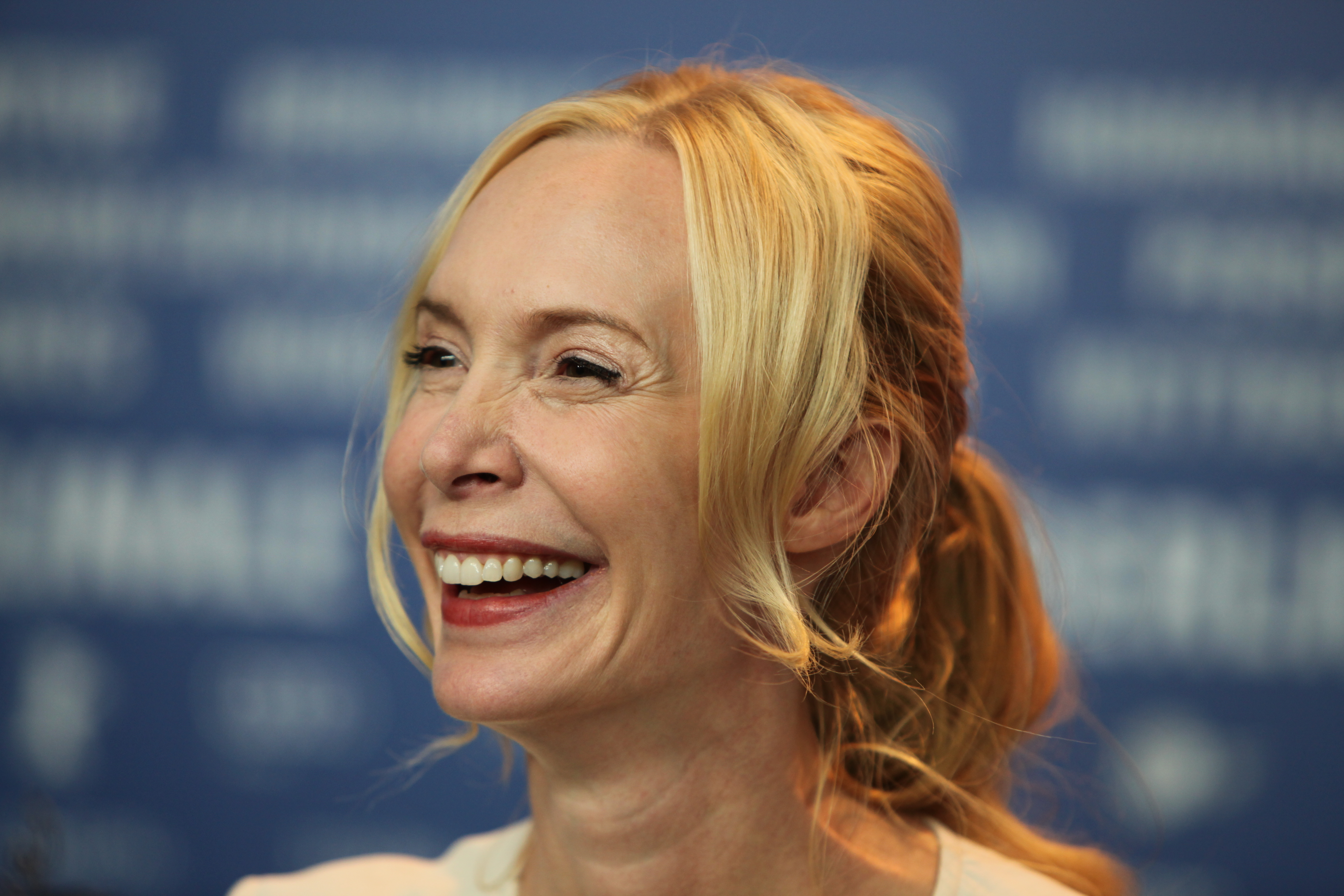
Feo Aladağ im Februar 2014 auf der Berlinale.

Feo Aladağ [aˈlaːdaː] (geb. Feodora Schenk; * 13. Januar 1972 in Wien; wirkte auch unter ihrem Geburtsnamen Schenk) ist eine österreichische Schauspielerin, Regisseurin und Drehbuchautorin.

## Leben
Von 1990 bis 1995 absolvierte Aladağ eine Schauspielausbildung in Wien und London. Gleichzeitig studierte sie Psychologie und Kommunikationswissenschaften an der Universität Wien. 2000 schloss sie das Studium mit der Promotion ab. Von 1991 bis 1993 arbeitete sie als Filmkritikerin. Von 2003 bis 2005 besuchte sie die Regie Master Class von Michael Radford und Mike Figgis an der Europäischen Filmakademie. Von 2004 bis 2005 besuchte sie die Regieseminare von Stephen Frears, Mike Leigh, Fernando Solanas, Bertrand Tavernier und Peter Lilienthal an der Deutschen Film- und Fernsehakademie Berlin.

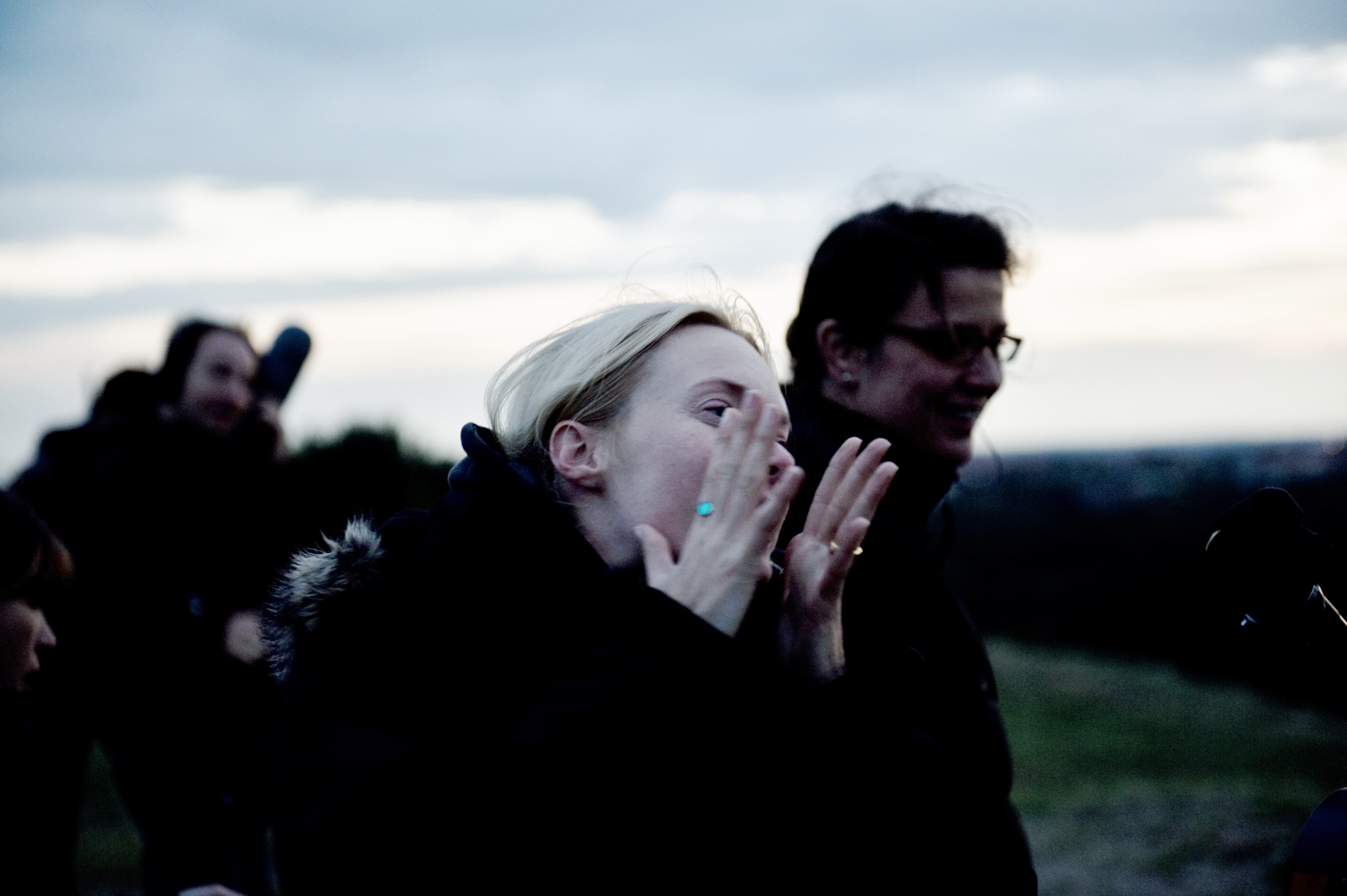
Aladağ auf dem Set von Die Fremde

Aladağ arbeitete zunächst als Werbefilmregisseurin und als Drehbuchautorin unter anderem für den Tatort. Als Schauspielerin spielte sie in Fernsehfilmen und Spielfilmen. 2005 gründete sie zusammen mit dem Regisseur Züli Aladağ die Independent Artists Filmproduktion. Die erste große Produktion war auch die erste Regiearbeit. 2008 drehte sie zusammen mit Sibel Kekilli den Spielfilm Die Fremde. Die Filmpremiere war im Panorama der Internationalen Filmfestspiele Berlin. Der Film erhielt den Deutschen Filmpreis in Bronze und den Preis der deutschen Filmkritik in den Kategorien Bester Spielfilm, Bestes Spielfilmdebüt und Bestes Drehbuch. Sibel Kekilli wurde mit dem deutschen Filmpreis als beste Hauptdarstellerin ausgezeichnet. Die Fremde wurde als deutscher Beitrag für den Academy Award in der Kategorie Bester fremdsprachiger Film vorgeschlagen. Im Sommer 2013 drehte Aladağ ihren zweiten Spielfilm Zwischen Welten an Originalschauplätzen in Afghanistan. Der Film feierte seine Weltpremiere im Februar 2014 im Rahmen des Wettbewerbs der 64. Berlinale 2014.
Die Dreharbeiten zu ihrem ersten Fernsehfilm unter dem Arbeitstitel Exodus – Flucht der Kinder wurden im Frühsommer 2016 abgeschlossen. Der Film erschien am 21. November 2016 im ZDF unter dem Titel „Der Andere – Eine Familiengeschichte“.
Aladağ ist Mitglied im Bundesverband Regie (BVR).

## Privates
Von 2002 bis 2012 war Feo Aladağ mit Züli Aladağ verheiratet. Sie lebt mit ihren drei Kindern u. a. in Berlin.

## Filmografie (Auswahl)

### Schauspielerin
- 1998: Frauen lügen nicht
- 1999: Grüne Wüste
- 2000: Ben & Maria – Liebe auf den zweiten Blick
- 2000: Ich kaufe mir einen Mann
- 2000: Tatort – Einmal täglich
- 2001: Die Bademeister – Auf zu neuen Ufern
- 2003: Bei aller Liebe
- 2003: Tatort – Mutterliebe
- 2005: Alles Atze – Die virtuelle Affäre
- 2005: City of Tomorrow – Revisited (Kurz-Dokumentarfilm)
- 2006: Lucy (als Eva)
- 2007: Meine schöne Bescherung
- 2008: Tatort – Exitus
- 2008: Hindernisse des Herzens
- 2010: Begleiter (Kurz-Experimentalfilm)
- 2010: Auf Wiedersehen Papa

### Regie, Drehbuch und Produzent
- 2003: Tatort – Mutterliebe (Drehbuch, mit Züli Aladağ)
- 2010: Die Fremde
- 2014: Zwischen Welten
- 2016: Der Andere (Drehbuch + Regie)

## Auszeichnungen
- 2010: Deutscher Filmpreis in Bronze in der Kategorie Bester Spielfilm für Die Fremde
- 2010: Internationale Filmfestspiele Berlin – Europa Cinemas Label für Die Fremde
- 2010: Tribeca Film Festival – Bester Film für Die Fremde
- 2010: Lux-Filmpreis des Europäischen Parlaments als Bester europäischer Film für Die Fremde
- 2010: New Faces Award als Bester Debütfilm für Die Fremde
- 2010: Créteil Womens Film Festival – Publikumspreis – Bester Film  für Die Fremde
- 2010: Kirchliches Filmfestival Recklinghausen – Bester Film für Die Fremde
- 2010: Preis der deutschen Filmkritik in den Kategorien Bester Spielfilm, Bestes Spielfilmdebüt und Bestes Drehbuch für Die Fremde
- 2010: Calgary International Film Festival – Bester internationaler Spielfilm für Die Fremde
- 2010: Flanders International Film Festival – Publikumspreis – Bester Film für Die Fremde
- 2010: Panorama of European Cinema – Bester Film für Die Fremde
- 2010: São Paulo International Film Festival – Bester Film für Die Fremde
- 2010: Preis zur Förderung des künstlerischen Nachwuchses der DEFA-Stiftung
- 2010: Fort Lauderdale International Film Festival – Bester Film für Die Fremde
- 2010: International Film Festival Marrakech – Best Performance for the Entire Cast Award für Die Fremde
- 2010: Victoria Film Festival – Bester Film für Die Fremde
- 2011: DIVA – Deutscher Entertainment Preis in der Kategorie Beste Regie für Die Fremde
- 2011: Premiers Plans Film Festival  – Publikumspreis
- 2011: Die Goldene Zwiebel Esslingen in der Kategorie Bestes Debüt für Die Fremde
- 2011: Deutscher Regiepreis Metropolis in der Kategorie Beste Regie Nachwuchsfilm für Die Fremde
- 2011: Kazan International festival of muslim cinema – Special Award
- 2011: Erasmus EuroMedia Awards – Medal of excellence for fictional production, Seal of Quality
- 2011: Prix CinéFemme – Grand Prix für Die Fremde
- 2011: Bangalore International Film Festival – Beste Regie für Die Fremde
- 2012: Panazorean International Film Festival – Grand Prize für Die Fremde
- 2014: São Paulo International Film Festival – Jurypreis „Bester Spielfilm – neue Regisseure“ für „Zwischen Welten“